# شوارزنبرغ
شوارزنبرغ (بالألمانية: Schwarzenberg) هي بلدية في منطقة بريغنز في ولاية فورارلبرغ بغرب النمسا.